# Bosch i Cia
Bosch i Cia va ser una empresa dedicada principalment a produir Anís del Mono. Es va constituir originalment el 1879 amb el nom de Josep Bosch i Germà, fundada pels germans Josep i Vicenç Bosch i Grau. Ben aviat van tenir èxit, especialment gràcies al seu producte estrella, atès que fins a principis de segle XX produïen una gran varietat de licors a banda de l'anís dolç. El germà petit, Vicenç, a la mort del seu germà el 1897 va quedar-se amb la totalitat de l'empresa. Després la va llegar als seus fills, Francesc i Vicenç. L'empresa va continuar en mans de la família Bosch fins a 1974, quan la néta del fundador, Francesca Bosch i Sala, va vendre-la al Grup Osborne causa de la crisi general i una manca de modernització del sistema de producció. A partir d'aquest moment i rebatejada amb el nom d'Anís del Mono, va estar constituïda com a societat anònima, amb seu a Badalona. La societat es troba extingida i les seves marques i productes pertanyen al Grup Osborne, fabricants de licors amb seu a Andalusia.

## Història

### Orígens

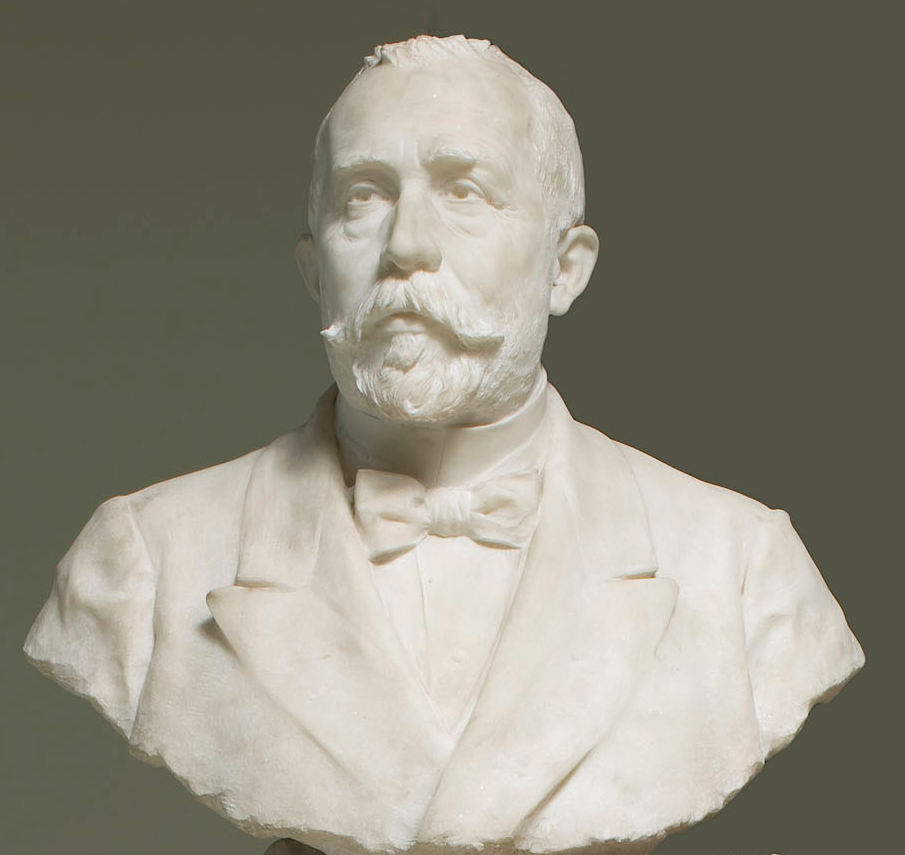
Bust de Vicenç Bosch (1908), obra de Félix Charpentier. MNAC.

Tot i que es desconeix amb exactitud quan va començar l'activitat empresarial dels germans Josep i Vicenç Bosch i Grau, sembla que existia una petita destil·leria a la casa familiar del carrer de la Soledat almenys des de 1868, tot i que altres endarrereixen la data fins a 1865.
Qui primer va dedicar-se a la producció i destil·lació de licors va ser Josep Bosch i Grau, que era propietari de la fàbrica, i que inicialment disposava d'una botiga de vins per a venda al detall, i un alambí per a fabricar aiguardent. Des del 5 d'abril de 1877 el seu germà Vicenç va aportar els seus capitals, tot i que sembla que tenia relació amb la fàbrica des de 1875.
Els Bosch a la seva botiga inicialment devien vendre anisats, produïts per destil·lació pròpia, i probablement abastien altres comerciants. A finals de segle es van popularitzar altres begudes com el rom, la ginebra, l'aiguanaf, entre d'altres, que els Bosch també van produir i comercialitzar.
D'inici l'empresa va crear l'Anís del Mono, beguda que va ser enregistrada com a marca el 1878. En aquella època, va haver una evolució general dels anisats, que en origen eren secs i d'alta graduació alcohòlica, afegint-hi aigua per rebaixar la graduació, es va endolcir amb sucre i se li donava gust amb herbes aromàtiques. La data de 1870 que apareix a l'etiqueta d'Anís del Mono no és una data precisa, es va posar després de la Guerra Civil per mostrar-ne l'antiguitat.

### Consolidació

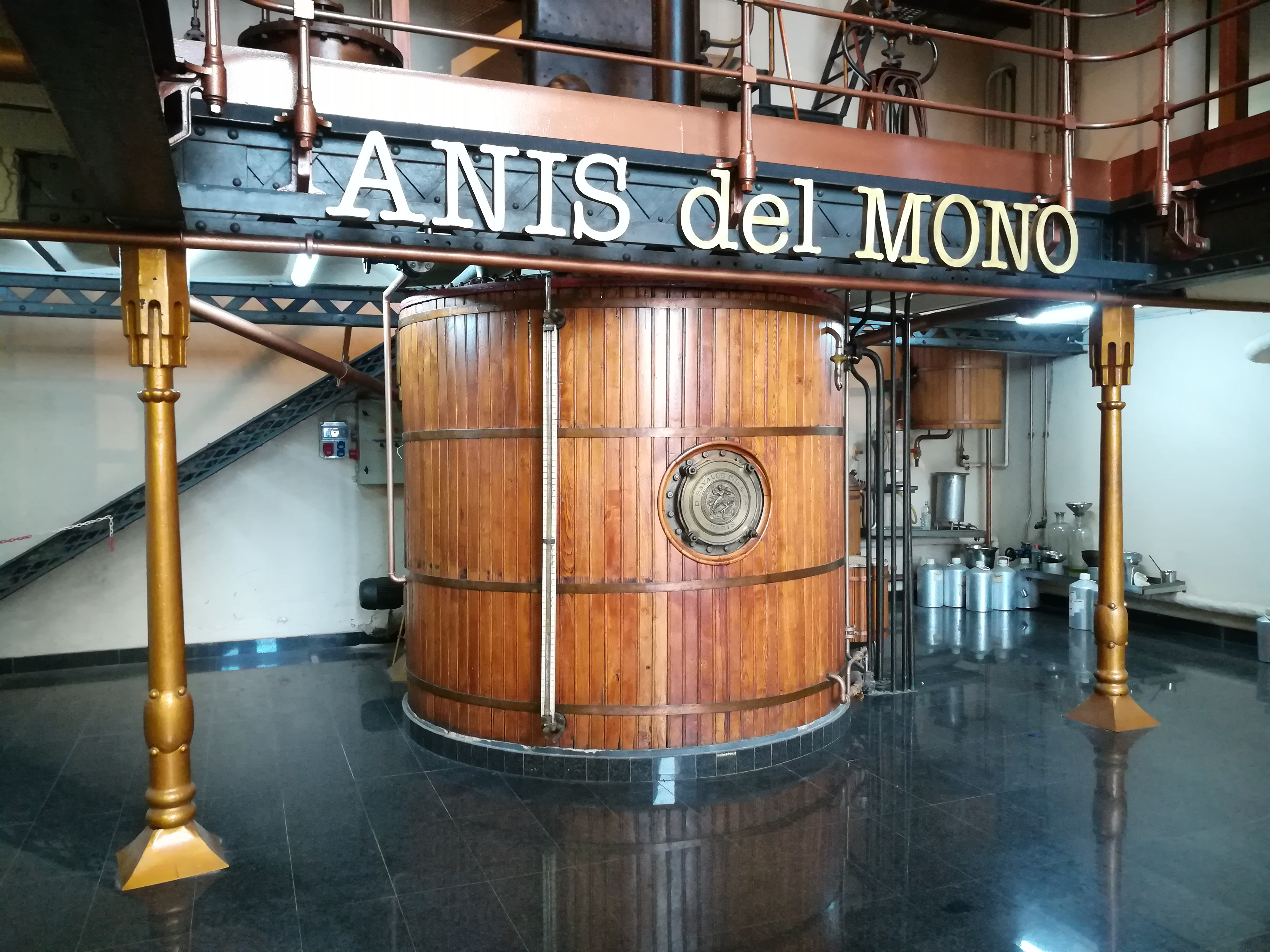
Rectificador Savalle de la sala de destil·lació.

Entre 1877 i 1880 es consolidà l'empresa. El 1877 els germans van participar en l'Exposició Nacional Vinícola de Madrid, on van obtenir el primer premi, que va servir per estimular les gestions de registre de la marca i l'obtenció del títol de proveïdors de la Casa Reial. L'any següent van participar en l'Exposició Universal de París, on van guanyar la medalla de plata.
El 20 de desembre de 1879 ambdós constitueixen la societat Josep Bosch i Germà davant de notari a efectes jurídics, tot i que l'activitat empresarial i la raó social existien anteriorment. La societat es va constituir per una durada de deu anys, que va ser prorrogada el 25 de febrer de 1890. Davant les perspectives de creixement, l'abril de 1880 van comprar un terreny al carrer del Carril, actualment d'Eduard Maristany, a Santiago Amat i Costa, on van fer edificar la seva fàbrica d'anisats, que van ampliar successivament entre 1880 i 1886.
El 1880 l'empresa tenia el seu mercat repartit entre Espanya (60,7%), especialment a Madrid i a Catalunya, a les colònies espanyoles d'Ultramar (39,1%), essencialment Cuba i Puerto Rico, i en darrera instància Europa (0,2%). Inicialment, els Bosch fabricaven tota mena de licors, no sols anís, sinó també conyac, rom, ginebra, aiguanaf, diverses cremes de licor, licors de menta, absenta, chartreuse, entre molts d'altres, inclosos vins, especialment generosos, moscatells i rancis. Val a dir que molts dels licors tenien poc pes de vendes o consum
El producte que va destacar per sobre de la resta i va esdevenir el primer de la casa va ser Anís del Mono. La beguda va tenir molt d'èxit des del començament gràcies a la seva bona qualitat, una bona xarxa de representants, el sistema de distribució, així com per les tècniques publicitàries. Ja el 1880, aquest anís representava el 40,9 per cent del total de licors que venien, acaparava vendes i era el que generava més valor, amb un 63,5 per cent del total de vendes. Era un producte d'alta qualitat que es venia per sobre del preu habitual dels anisats i en envasos de diversa mida i ampolles, a diferència d'altres anissos que es venien a granel, en garrafes o barrils.

### Expansió

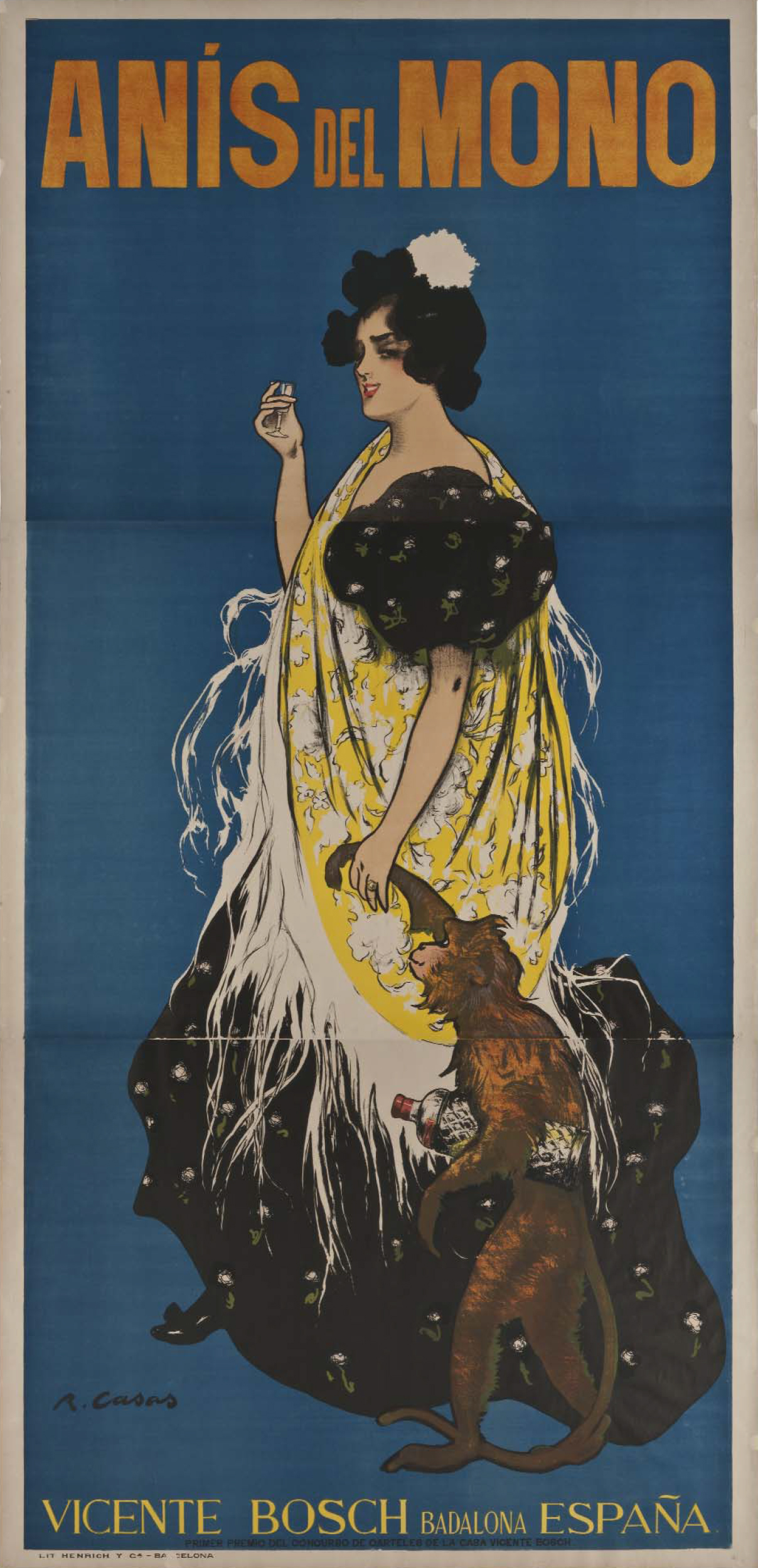
Cartell Mono y Mona (1897) de Ramon Casas i Carbó, presentat a un concurs de cartells organitzat per Vicenç Bosch per promocionar l'Anís del Mono.

L'empresa va anar creixent en vendes i capital. A finals de segle xix, els germans tenien la consideració de gerents, però sembla que les funcions del càrrec eren exercides principalment per Vicenç, que havia de retre comptes davant de Josep. D'altra banda, el 1886 ja tenien despatx al carrer del Comerç de Barcelona, que van traslladar poc després al carrer dels Banys Nous (vegeu casa Jacint Ferran), on també disposaven d'una botiga. El 1905 l'empresa va traslladar la seu administrativa a un local del carrer de Ferran, 30, on van inaugurar un luxós establiment d'estil modernista. A la dècada de 1920, van traslladar les oficines al carrer de la Mercè, 10 (vegeu cases Miquel Elies), on van estar fins a la dècada de 1980.
Per abastir-se dels materials necessaris per a la producció, el 1882 van adquirir finques a La Puebla de Almoradiel i a Quintanar de la Orden, per tal d'adquirir la matèria primera, però també s'hi fabricava alcohol que després anava a Badalona. Val a dir que els Bosch no només fabricaven esperit de vi, sinó que també feien segones destil·lacions amb un rectificador. A més, durant anys van continuar fabricant no sols per autoabastir-se, sinó també per vendre a fabricants d'aiguardent, botiguers i a cafès, de tota mena d'alcohols i aiguardents.
El 1890 van obrir una sucursal a Tortosa que molt probablement acomplia diverses funcions, la gestió de la qual van deixar a càrrec d'un nebot. Des d'allà es feia distribució, però l'empresa també es proveïa de misteles i garnatxes del Priorat i Gandesa, d'esperit de vi que elaborava a la mateixa fàbrica de Tortosa i matèria primera per a la producció de licors, especialment les flors de taronger per a l'aiguanaf. El 1895 també van comprar una finca a Bellpuig, amb l'objectiu de proveir-se de vi i per produir esperit de vi que havia de ser enviat a Badalona. Tanmateix, a inicis de segle XX es va abandonar la producció pròpia i es va decidir comprar alcohols fabricants industrials especialitzats.
El 1897 va morir Josep Bosch i el negoci va quedar a càrrec de Vicenç en solitari. Considerat una persona emprenedora, a Vicenç se li atribueix la introducció de la botella diamantada de l'Anís del Mono, a més de ser pioner en l'àmbit publicitari. Després de la seva mort, el 21 de maig de 1909 es va constituir la societat Bosch i Cia, com a successora de l'anterior, formalitzada per Vicenç i Francesc Bosch i Costa, i la vídua Llúcia Costa i Clapés, com a usufructuària de Vicenç Bosch i Grau.
L'encarregat del negoci va ser el fill gran, Francesc Bosch, que va actuar com a excel·lent gestor, amb la col·laboració del seu germà. Ambdós van decidir dedicar-se a la producció en exclusiva d'Anís del Mono. Va continuar la política publicitària del seu pare i la va incrementar, esdevenint cabdal per a l'empresa. Es van incrementar el nombre d'anuncis a la premsa, i va innovar amb noves formes de publicitat com els cartells lluminosos, col·locant el primer a Brussel·les el 1913, i el primer d'Espanya a la Puerta del Sol de Madrid, que va estar col·locat fins a 1975, tret del període la Guerra Civil, amb la publicitat radiofònica als anys trenta, que va tenir molt d'èxit.
Durant la Guerra Civil espanyola, els Bosch queden desposseïts de l'empresa, però la recuperen en acabar. Francesc va morir el 1940 i Vicenç el 1949, el darrer sense fills. Van succeir-los en el negoci Julieta Sala i Coll, vídua de Francesc, i més tard va passar a mans de la seva filla, Francesc Bosc i Sala, que se'n va fer càrrec conjuntament amb el seu marit, Lluís Salvans.

### Venda a Osborne
Com altres empreses de l'època, Bosch i Cia es va veure afectada per la crisi econòmica que es va veure accentuada a la dècada dels setanta. A més travessava un moment difícil a causa de la progressiva preferència pels licors secs, a la qual s'hi va sumar la crisi econòmica general i probablement la manca de modernització del procés productiu.
Tot plegat van deixar l'empresa en una situació complicada, i la família Bosch va acabar prenent la decisió de vendre l'empresa al Grup Osborne el 1974, i amb ella la marca d'Anís del Mono. Amb la compra, l'empresa va passar a anomenar-se Anís del Mono SA. Osborne va decidir mantenir el centre productiu a Badalona. Des del moment de la venda, va haver-hi un tomb en l'estratègia publicitària i el 1978 es va contractar una agència de publicitat, amb presència d'anuncis musicals a la ràdio i espots a televisió. A partir dels anys 80, l'empresa va decidir convertir el mico en el centre de la comunicació de la marca, es va modernitzar la imatge i se la va dotar de dinamisme.
Actualment la societat anònima Anís del Mono està extingida.